# 股ヶ池停留場
股ヶ池停留場（ももがいけていりゅうじょう）は、かつて大阪府大阪市阿倍野区にあった南海電気鉄道平野線の駅（電停）である。

## 概要
国鉄阪和線との立体交差の北側のたもとにあった。
平野線廃止時は、踏切を挟み、2面2線の千鳥配列で、北側に下り（平野方面）、南側に上りのホームがそれぞれ設置されていた。元々、平野線開業時は、両方のホームが向かい合わせの対向式だったが、昭和のはじめ頃上りホームが移設された。この移設されたホームが、平野線廃止まで使われており、阪和線の高架橋（前身の阪和電鉄が建設したもの）と併せて、戦前の風景そのまま残すものであった。
平野線廃止後は、関連する構造物はすべて撤去されたため、営業当時の遺構は何も残されていない。また平野線が潜っていた当時の阪和線の高架橋も2004年（平成16年）から2006年（平成18年）にかけて行われた線路付け替えにより取り壊されている。

## 歴史

### 年表
- 1914年（大正3年）4月26日：阪堺電気軌道（旧）平野支線今池 - 平野間の開業に併せて開業。
- 1980年（昭和55年）11月28日：廃止。

### 駅名の由来
駅の近くにある桃ヶ池による。池そのものも、古くは「股が池」と表記していたが、昭和の初め頃から、現在の「桃」の字を使うように定着したといわれる。大正期に開業した当駅は、かつての表記をそのまま使い続ける形となった。

## 停留場構造
千鳥式ホーム2面2線を有する地上駅であった。

### のりば
| のりば                             | 路線    | 方向 | 方面                         | 行先     |
| ---------------------------------- | ------- | ---- | ---------------------------- | -------- |
|                                    | ■平野線 | 上り | 阪堺線直通：阿倍野・今池方面 | 恵美須町 |
| 上町線直通：阿倍野・天王寺駅前方面 | ■平野線 | 上り | 天王寺駅前                   |          |
|                                    | ■平野線 | 下り | 田辺・平野方面               | 平野     |

## 隣の停留場
南海電気鉄道
■平野線
文ノ里停留場 - 股ヶ池停留場 - 田辺停留場